# Chris Dalman
Christopher William Dalman (Salinas, 15 marzo 1970) è un giocatore di football americano e allenatore di football americano statunitense nella National Football League (NFL).

## Carriera
Dalman al college giocò a football a Stanford. Fu scelto nel corso del sesto giro (166º assoluto) del Draft NFL 1993 dai San Francisco 49ers. Con essi passò tutta la carriera, disputando 64 gare come titolare in sette stagioni. Nel 1996 disputò per la prima volta tutte le 16 partite come titolare. Nella stagione 1994 vinse il Super Bowl XXIX contro i San Diego Chargers.

## Palmarès
- Super Bowl : 1

San Francisco 49ers: Super Bowl XXIX
- National Football Conference Championship: 1

San Francisco 49ers: 1994

## Famiglia
È il padre di Drew Dalman, centro degli Atlanta Falcons.